# Unione dei comuni del Sorbara
L'Unione del Sorbara è un ente locale sovracomunale, con autonomia statutaria, in provincia di Modena.
Dal 2016, l'Unione è costituita dai comuni di:
- Bastiglia
- Bomporto
- Nonantola
- Ravarino
- Castelfranco Emilia
- San Cesario sul Panaro

La sede dell'Unione è nel comune di Castelfranco Emilia.
La superficie totale dell'unione è di 263 km², gli abitanti complessivi sono 76 593.

## Organi di governo

### Presidente e giunta dell'Unione
Il presidente dell'Unione è il sindaco di uno dei comuni partecipanti alla stessa Unione e rimane in carica un anno. I sindaci si alternano a rotazione nella carica, indipendentemente dal termine della legislatura e la rotazione viene effettuata di norma nell'ordine: sindaco del comune di Bastiglia, sindaco del comune di Bomporto, sindaco del comune di Castelfranco Emilia, sindaco del comune di Nonantola, sindaco del comune Ravarino, sindaco del comune di San Cesario sul Panaro.
Dall'anno 2021 il presidente dell'Unione è Francesco Zuffi, sindaco di San Cesario sul Panaro e vice-presidente è Francesca Silvestri, sindaca di Bastiglia.

### Consiglio dell'Unione
Il consiglio dell'Unione è composto dal presidente e da 28 componenti, di cui 9 di minoranza. Rimane in carica sino al suo rinnovo, che avviene a seguito del rinnovo della maggioranza dei consigli dei comuni che costituiscono l'Unione. Il consiglio è presieduto dal presidente eletto tra i suoi componenti, a maggioranza assoluta, nella prima seduta del Consiglio. Ciascun consiglio comunale, entro quarantacinque giorni dal suo insediamento, elegge al proprio interno, a scrutinio segreto, i membri di sua spettanza, garantendo la rappresentanza delle minoranze:
- Consiglio di Bastiglia elegge 3 membri di cui 1 di minoranza;
- Consiglio di Bomporto elegge 4 membri di cui 1 di minoranza;
- Consiglio di Castelfranco Emilia elegge 9 membri di cui 3 di minoranza;
- Consiglio di Nonantola elegge 6 membri di cui 2 di minoranza;
- Consiglio di Ravarino elegge 3 membri di cui 1 di minoranza;
- Consiglio di San Cesario sul Panaro elegge 3 membri di cui 1 di minoranza.

### Direttore generale
L'Unione può conferire l'incarico di direttore, compatibilmente con quanto previsto dall'ordinamento degli enti locali. Il regolamento sull'ordinamento degli uffici e dei servizi disciplinerà le modalità di nomina e di revoca, i requisiti e i compiti del direttore. Direttore generale è Stefano Sola.

### Segretario generale
Il segretario svolge compiti di collaborazione e funzioni di assistenza giuridico-amministrativa nei confronti degli organi dell’Ente in ordine alla conformità dell’azione amministrativa alle leggi, allo statuto ed ai regolamenti. Inoltre, egli sovrintende allo svolgimento delle funzioni dei dirigenti e ne coordina l’attività. Viene nominato dal Presidente al momento del suo insediamento; la nomina avrà durata corrispondente a quella del mandato del presidente che lo ha nominato. Segretario generale dell'Unione del Sorbara è Rosa Laura Calignano, che svolge la funzione in forma associata per l'Unione ed i comuni di Ravarino e Nonantola.

## Servizi gestiti dall'Unione per conto dei singoli Comuni
L'Unione gestisce in forma associata, per conto dei singoli comuni, i seguenti servizi:
- Area Organizzazione e Affari Generali (responsabile: Stefano Sola) 
  - Servizio unico personale
  - Sistema informatico associato
  - Servizio appalti pubblici e provveditorato
- Servizio di polizia locale mediante l'istituzione di un corpo unico per i comuni di Nonantola, Bastiglia, Ravarino e Bomporto (responsabile: Luca Di Niquili)
- Settore unico politiche sociali e socio-sanitarie (responsabile: Claudia Bastai)
  - Servizi sociali e socio sanitari
  - Servizio politiche abitative
  - Accreditamento dei servizi socio sanitari
- Sportello unico per le attività produttive (responsabile: Veronica Fattori)
- Servizio scolastico, infanzia, minori per i comuni di Nonantola, Bastiglia, Ravarino e Bomporto (responsabile: Patrizia Tagliazucchi)